# Georgette Raymond
Georgette Raymond, dite Petite Furie, est une femme plongeur sous-marin française, spécialiste d'apnée, licenciée à Sarrebourg (Team Apnée CPS57).
De profession maître-nageur, elle débuta tardivement dans cette discipline en 2007.

## Palmarès
- Recordwoman de France d'apnée dynamique, avec et sans palmes, monopalme;
- Vice-championne du monde d'apnée statique, en 2011 (à Tenerife, avec 5 min 35 s) (derrière sa compatriote Sophie Jacquin-RM);
- Vice-championne du monde d'apnée dynamique avec palmes, en 2011 (à Ténérife, avec 200m);
- 3e du championnat du monde d'apnée dynamique monopalme, en 2009 (à Aarhus);
- Championne de France d'apnée dynamique avec palmes, en 2009 (à Mulhouse), et en 2011 (à Montluçon);
- Coupe de France d'apnée dynamique avec palmes, en 2011;
- Vice-championne de France d'apnée au combiné général avec palmes, en 2009, et en 2012 (rattachée au Comité Est (dpt Moselle));
- Vice-championne de France d'apnée statique, en 2012 (5 min 32 s 72);
- Vice-championne de France d'apnée dynamique avec palmes, en 2012;
- 3e du championnat de France d'apnée dynamique sans palmes, en 2012;
- 2e de la Coupe de France générale d'apnée, en 2012;
- 2e de la Coupe de France d'apnée au combiné, en 2011;
- 2e de la Coupe de France d'apnée dynamique sans palmes, en 2011;
- multiple championne de Lorraine (statique, dynamique avec ou sans palmes, combiné), à partir de 2008.